# Theo Straub
Theo Straub (* 7. November 2004 in Gelnhausen) ist ein deutscher Handballspieler. Der Rechtsaußen spielt bei den Eulen Ludwigshafen in der 2. Bundesliga und ist Junioren-Nationalspieler.

## Karriere

### Im Verein
Aufgewachsen in einer handballbegeisterten Familie begann der Linkshänder Theo Straub bereits im Bambinialter von 4 Jahren mit dem Handball in seinem ersten Verein TV Germania Großsachsen. 2015 erfolgte der Wechsel in die D-Jugend der HSG Weinheim/Oberflockenbach. Zur ersten C-Jugend-Saison 2017/18 wechselte Straub zusammen mit seinen Freunden Mats Grupe, Magnus Grupe und Fritz Bitzel von Weinheim zu den Junglöwen. Das Team gewann den Titel in der Landesliga, in der zweiten C-Jugend-Saison folgten Siege in der Badenliga und dem Baden-Württemberg-Pokal. Nach den Unterbrechungen durch die Corona-Pandemie wurde er in der Saison 2020/21 mit der B-Jugend (U17) Deutscher Vizemeister.
In seiner ersten A-Jugend-(U19-)Saison 2021/22 in der Jugend-Handball-Bundesliga (JBLH) gewann Theo Straub mit den U19-Junglöwen die Deutsche A-Jugend-Meisterschaft im Finale gegen die Füchse Berlin. Straub war mit 95 Toren der drittbeste Torschütze des Teams in der Meistersaison. Am Ende dieser erfolgreichen Saison folgten noch einige Einsätze in der zweiten Mannschaft der Löwen, so dass er auch hier noch den Meistertitel in der 3. Liga, Staffel F mitfeiern konnte. In der folgenden A-Jugend-Saison kam es im Finale erneut zum Duell mit den U19-Füchsen, dieses Mal wurden die Junglöwen Deutscher Vizemeister.
Während der zweiten A-Jugend-Saison kam Theo Straub am 1. Dezember 2022 kurz nach seinem 18. Geburtstag als Ersatz für den verletzen Patrick Groetzki zu seinen ersten beiden Einsätzen in der 1. Bundesliga. Bis auf eine 2-Minuten-Strafe spielte er beim Auswärtssieg gegen den VfL Gummersbach komplett durch und erzielte seine ersten beiden Bundesligatore. Nach einigen weiteren parallelen Einsätzen in der zweiten Mannschaft der Rhein-Neckar Löwen wurde er nach dem Ende der A-Jugend in der Saison 2023/24 Stammspieler der Rhein-Neckar Löwen II in der 3. Liga. Zusätzlich wurde er ab Mitte Oktober 2023 über ein Zweitspielrecht von den Eulen Ludwigshafen für die 2. Bundesliga verpflichtet. In Heidelberg begann er im gleichen Monat sein Sportwissenschaftsstudium. Seit der Saison 2024/25 steht er fest bei den Eulen Ludwigshafen unter Vertrag.

### In der Nationalmannschaft
Nachdem Theo Straub 2020 bereits an einigen Sichtungen teilgenommen hatte, debütierte er im Juni 2022 in der U19-Jugend-Nationalmannschaft bei der Airport Trophy in Kloten (Schweiz), welche das deutsche Team als Turniersieger beendete. Im Januar 2024 folgten weitere Einsätze in der U20-Junioren-Nationalmannschaft beim Vier-Länder-Turnier im spanischen Ciudad Real.

## Erfolge
- 2021: Deutscher Vize-Meister B-Jugend mit der U17 der Rhein-Neckar Löwen
- 2022: Deutscher A-Jugend-Meister mit der U19 der Rhein-Neckar-Löwen
- 2023: Deutscher Vizemeister A-Jugend mit der U19 der Rhein-Neckar Löwen